# Coppa Latina 1989 (hockey su pista)
La Coppa Latina 1989 è stata l'11ª edizione dell'omonima competizione europea di hockey su pista riservata alle squadre nazionali. Il torneo ha avuto luogo dal 17 al 19 settembre 1989.
La vittoria finale è andata alla nazionale del Portogallo che si è aggiudicata il torneo per la settima volta nella sua storia.

## Formula
La Coppa Latina 1989 vede la partecipazione delle nazionali della Francia, dell'Italia, del Portogallo e della Spagna. La manifestazione fu organizzata con un girone all'italiana, con gare di sola andata di 3 giornate: erano assegnati due punti per l'incontro vinto, un punto a testa per l'incontro pareggiato e zero la sconfitta. Al termine del torneo la squadra prima classificata venne proclamata vincitrice della coppa.

## Risultati
| Squadra    | Pt | G | V | N | P | GF | GS | DG  |
| ---------- | -- | - | - | - | - | -- | -- | --- |
| Portogallo | 6  | 3 | 3 | 0 | 0 | 21 | 7  | +14 |
| Italia     | 4  | 3 | 2 | 0 | 1 | 18 | 8  | +10 |
| Spagna     | 2  | 3 | 1 | 0 | 2 | 11 | 15 | -4  |
| Francia    | 0  | 3 | 0 | 0 | 3 | 3  | 23 | -20 |

| Anadia 17 settembre 1989 | Francia | 1 – 4 | Spagna |  |

| Anadia 17 settembre 1989 | Italia | 2 – 4 | Portogallo |  |

| Anadia 18 settembre 1989 | Francia | 1 – 9 | Italia |  |

| Anadia 18 settembre 1989 | Portogallo | 7 – 4 | Spagna |  |

| Anadia 19 settembre 1989 | Francia | 1 – 10 | Portogallo |  |

| Anadia 19 settembre 1989 | Italia | 7 – 3 | Spagna |  |